# Palmtangare
De palmtangare (Thraupis palmarum) is een vogelsoort uit de familie Thraupidae (tangaren).

## Kenmerken
De vogel wordt ca. 19 centimeter lang en weegt 36 gram.

## Verspreiding en leefgebied
De soort telt vier ondersoorten:
- T. p. atripennis: van oostelijk Nicaragua tot noordwestelijk Venezuela.
- T. p. violilavata: zuidwestelijk Colombia en westelijk Ecuador.
- T. p. melanoptera: het Amazonebekken en Trinidad.
- T. p. palmarum: oostelijk en zuidelijk Brazilië.